# ストマトスクス
ストマトスクス（学名：Stomatosuchus）は、エジプトに分布する上部白亜系から化石が産出した、ストマトスクス科に属するワニ形上目の属。長さ2メートルに達する長い頭部を持ち、吻部先端は丸みを帯び、顎の概形はアヒルに類似する。タイプ標本は第二次世界大戦において空襲で失われており、それゆえ本属の情報は未整理の部分が大きい。

## 特徴
全長は10メートルに達し、頭部は長大かつ平坦であり、蓋状の顎には微小な円錐形の歯が並んでいた。頭骨長は2メートルに達する。前腔型の椎骨は現生のワニを含む正鰐類と共通するものであり、ダレン・ナイシュはワニ類について纏めた記事において正鰐類の可能性があるものと論じている。またナイシュは歯骨（下顎）に歯が存在しなかった可能性を指摘し、ペリカンのような咽頭嚢が歯骨によって支持された可能性があるとも推論した。さらに彼は推論を重ね、現生のヒゲクジラと同様にプランクトンで栄養する濾過摂食者であった可能性も思弁した。ただし、土屋健はこうした仮説の再検証がなされていないことを指摘している。

## 歴史
ストマトスクスの唯一既知の標本は、部分的な頭蓋骨と2個の尾椎からなる。これは1911年にドイツの古生物学者であったエルンスト・シュトローマーがエジプト遠征で収集したものである。シュトローマーが1925年にタイプ標本に基づいて本属を新属新種として記載した後、本標本を所蔵していたミュンヘンの古生物学博物館はイギリス軍による空襲を受けた。このため本標本は、同じくシュトローマーが報告したスピノサウルスをはじめ、他の数多くの化石標本と共に焼失することとなった。
その後はストマトスクス科の他の属として2009年にラガノスクスが記載されているが、ラガノスクスについても産出部位が乏しいため、本属および本科の解明にはさらなる化石証拠が求められる。

## ギャラリー

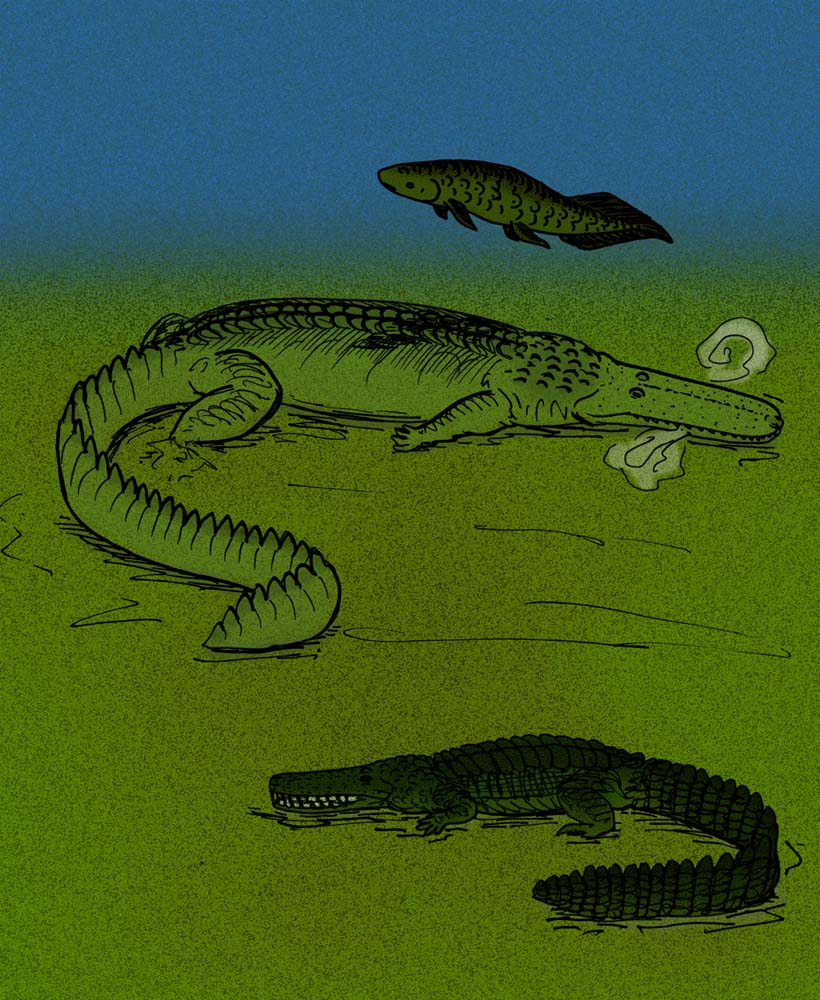
ストマトスクス（中央）、レトドゥス（英語版）（上）、ラガノスクス（下）
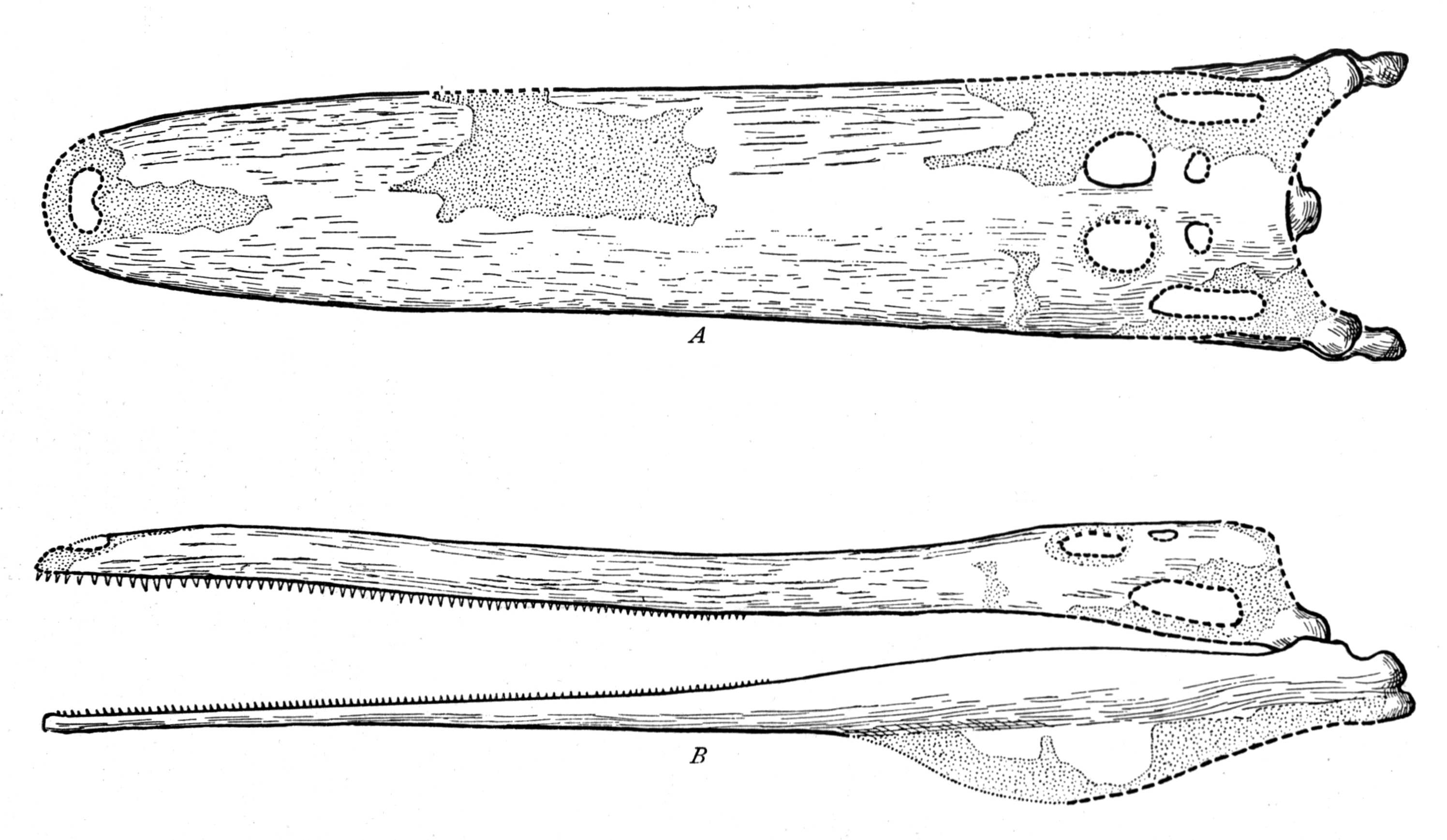
頭蓋骨
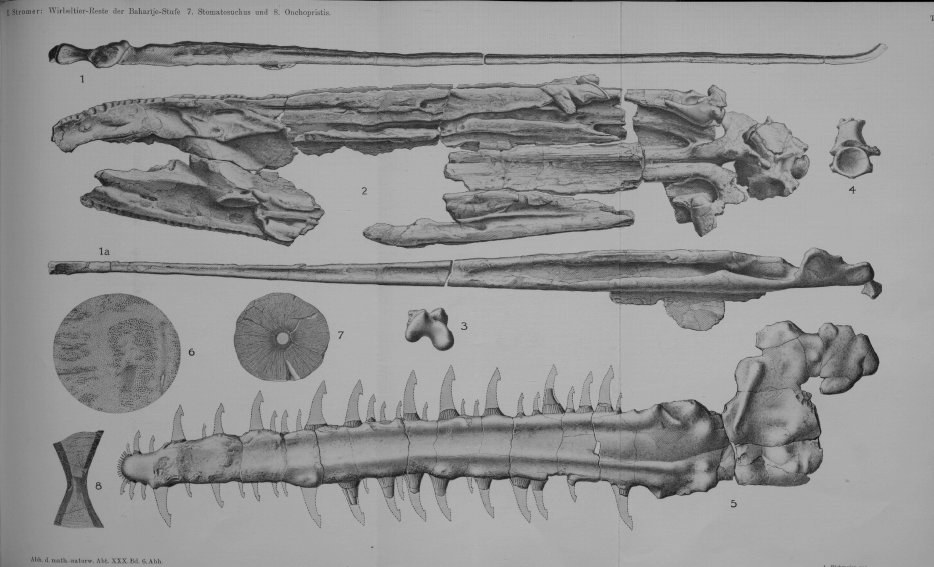
頭蓋骨